# Waaslandcross
De Waaslandcross is een cyclocrosswedstrijd die sinds 2003 jaarlijks wordt georganiseerd in het recreatiepark De Ster in de Belgische stad Sint-Niklaas. De eerste jaren heette de wedstrijd nog Grote Prijs De Ster.
De wedstrijd vond traditioneel plaats op 2 januari. Omdat die datum in 2011 op een zondag viel, zou de wedstrijd samenvallen met de cross in Tervuren, die telkens op de eerste zondag van januari plaatsvond. Daarom werd er eerst besloten de "GP De Ster" vroeger in het veldritseizoen 2010-2011 te organiseren, in oktober of november. Wegens organisatorische problemen werd de 9de editie later helemaal afgelast. Ook het jaar daarna vond er geen wedstrijd plaats. In het veldritseizoen 2012-2013 nam men de draad weer op en op 19 december 2012 was er wederom een Grote Prijs De Ster.

## Erelijst

### Mannen elite
| Datum      | Klassement                         | Cat. | Winnaar                | Tweede               | Derde                  |
| ---------- | ---------------------------------- | ---- | ---------------------- | -------------------- | ---------------------- |
| 15/02/2025 | Exact Cross                        | C2   |                        |                      |                        |
| 17/02/2024 | Exact Cross                        | C2   | Michael Vanthourenhout | Eli Iserbyt          | Lars van der Haar      |
| 18/02/2023 | Exact Cross                        | C2   | Laurens Sweeck         | Lars van der Haar    | Eli Iserbyt            |
| 19/02/2022 | Ethias Cross                       | C2   | Michael Vanthourenhout | Eli Iserbyt          | Laurens Sweeck         |
| 20/02/2021 | Ethias Cross                       | C2   | Eli Iserbyt            | Toon Aerts           | Michael Vanthourenhout |
| 21/12/2019 | Rectavit Series                    | C2   | Mathieu van der Poel   | Quinten Hermans      | Tom Pidcock            |
| 22/12/2018 | Soudal Classics                    | C2   | Mathieu van der Poel   | Quinten Hermans      | Tom Meeusen            |
| 23/12/2017 | Soudal Classics                    | C2   | Wout van Aert          | Toon Aerts           | Quinten Hermans        |
| 05/11/2016 | Soudal Classics                    | C2   | Tom Meeusen            | Rob Peeters          | Toon Aerts             |
| 06/02/2016 | Soudal Classics/ Bpost bank trofee | C2   | Laurens Sweeck         | Wout van Aert        | Sven Nys               |
| 17/12/2014 | Losse cross                        | C2   | Mathieu van der Poel   | Kevin Pauwels        | Wietse Bosmans         |
| 18/12/2013 | Losse cross                        | C2   | Niels Albert           | Mathieu van der Poel | Rob Peeters            |
| 19/12/2012 | Losse cross                        | C2   | Sven Nys               | Niels Albert         | Tom Meeusen            |
|            |                                    |      |                        |                      |                        |
| 02/01/2010 | Losse cross                        | C2   | Francis Mourey         | Radomír Šimůnek      | Dieter Vanthourenhout  |
| 02/01/2009 | Losse cross                        | C2   | Bart Wellens           | Klaas Vantornout     | Radomír Šimůnek        |
| 02/01/2008 | Losse cross                        | C2   | Rob Peeters            | Radomír Šimůnek      | Dieter Vanthourenhout  |
| 02/01/2007 | Losse cross                        | C2   | Sven Nys               | Maxime Lefebvre*     | Richard Groenendaal    |
| 02/01/2006 | Losse cross                        | C2   | Sven Nys               | Gerben de Knegt      | Richard Groenendaal    |
| 03/01/2005 | Losse cross                        | C2   | Tom Vannoppen          | Richard Groenendaal  | Thomas Frischknecht    |
| 02/01/2004 | Losse cross                        | C2   | Peter Van Santvliet    | Maxime Lefebvre      | Jiří Pospíšil          |
| 2002-2003  | Losse cross                        |      | Sven Nys               | Ben Berden           | Arne Daelmans          |

* Maxime Lefebvre werd gedeclasseerd.

### Vrouwen elite
| Datum      | Klassement                         | Cat. | Winnaar         | Tweede                     | Derde             |
| ---------- | ---------------------------------- | ---- | --------------- | -------------------------- | ----------------- |
| 15/02/2025 | Exact Cross                        | C2   |                 |                            |                   |
| 19/02/2024 | Exact Cross                        | C2   | Lucinda Brand   | Laura Verdonschot          | Annemarie Worst   |
| 18/02/2023 | Exact Cross                        | C2   | Annemarie Worst | Ceylin del Carmen Alvarado | Lucinda Brand     |
| 19/02/2022 | Ethias Cross                       | C2   | Lucinda Brand   | Annemarie Worst            | Denise Betsema    |
| 20/02/2021 | Ethias Cross                       | C2   | Denise Betsema  | Annemarie Worst            | Sanne Cant        |
| 21/12/2019 | Rectavit Series                    | C2   | Sanne Cant      | Aniek van Alphen           | Kata Blanka Vas   |
| 22/12/2018 | Soudal Classics                    | C2   | Sanne Cant      | Loes Sels                  | Katherine Compton |
| 23/12/2017 | Soudal Classics                    | C2   | Lucinda Brand   | Sanne Cant                 | Sophie de Boer    |
| 05/11/2016 | Soudal Classics                    | C2   | Sanne Cant      | Jolien Verschueren         | Laura Verdonschot |
| 06/02/2016 | Soudal Classics/ Bpost bank trofee | C2   | Thalita de Jong | Nikki Brammeier            | Sanne Cant        |
| 17/12/2014 | Losse cross                        | C2   | Sanne Cant      | Sophie de Boer             | Elle Anderson     |